# Liste der Steinkreuze im Landkreis Nürnberger Land
Diese sortierbare Liste enthält Steinkreuze (Sühnekreuze, Kreuzsteine etc.) des mittelfränkischen Landkreises Nürnberger Land in Bayern.
| Bild           | Objekt                                            | Kurzbeschreibung | Material  | Abmessungen Höhe:Breite:Dicke | Entstehung                                                    | BLfD-Referenz   | Gemeinde/Stadt                         | Koordinaten                      | Bemerkung                                          |
| -------------- | ------------------------------------------------- | --- | --------- | ----------------------------- | ------------------------------------------------------------- | --------------- | -------------------------------------- | -------------------------------- | -------------------------------------------------- |
| weitere Bilder | Steinkreuz bei Rasch                              | Steinkreuz mit Armstützen und einer Einritzung | Sandstein | 90:75:30                      | spätmittelalterlich                                           |                 | Altdorf / Rasch                        | 49° 22′ 37,5″ N, 11° 22′ 17,8″ O | Versetzt, als Baudenkmal D-5-74-112-197 gestrichen |
| weitere Bilder | Steinkreuz in Röthenbach                          | Steinkreuz mit Pflugschar, Bruchstelle am Fuß. siehe auch: Sühnekreuze.de | Sandstein | 93:102:33                     | spätmittelalterlich                                           | D-5-74-112-202  | Altdorf / Röthenbach                   | 49° 23′ 59″ N, 11° 20′ 10″ O     |                                                    |
| weitere Bilder | Steinkreuz in Ziegelhütte                         | Steinkreuz, stark eingesunken. siehe auch: Sühnekreuze.de | Sandstein | 65:90:28                      | spätmittelalterlich                                           | D-5-74-112-215  | Altdorf / Ziegelhütte                  | 49° 23′ 57,2″ N, 11° 20′ 59,8″ O |                                                    |
| weitere Bilder | Steinkreuz in Burgthann                           | Steinkreuz, stark verwittert und ohne Arme. siehe auch: Sühnekreuze.de | Sandstein | 140:41:30                     | 14. Jahrhundert                                               | D-5-74-117-8    | Burgthann / -                          | 49° 20′ 57,1″ N, 11° 19′ 11,4″ O |                                                    |
| weitere Bilder | Steinkreuz bei Unterferrieden                     | Steinkreuz, abgefasste Ecken und auf der Rückseite etliche tiefe Wetzrillen. Im Kopfteil ist ein kleines lateinisches Kreuzlein eingemeißelt. siehe auch: Sühnekreuze.de      | Sandstein | 120:120:34                    | um 1480                                                       | D-5-74-117-53   | Burgthann / Unterferrieden             | 49° 20′ 1,4″ N, 11° 18′ 42,2″ O  |                                                    |
| weitere Bilder | Steinkreuz am Brentenberg                         | Steinkreuz, aus Beton, wohl aus dem Jahre 1977, am Kreuthsbrünnlein. | Beton     | 90:70:15                      | 1977                                                          |                 | Burgthann / Grub                       | 49° 19′ 49,5″ N, 11° 22′ 1,1″ O  |                                                    |
| weitere Bilder | Steinkreuz am Sportplatz Engelthal                | Steinkreuz, im Kreuzungsfeld ist ein Dolch eingeritzt. Wohl eher ein neuzeitliches Steinkreuz mit Bearbeitungsspuren und kaum Verwitterungsspuren. siehe auch: Sühnekreuze.de | Sandstein | 145:76:25                     | Replikat von 1975, als Baudenkmal (D-5-74-120-16) gestrichen. | -               | Engelthal / -                          | 49° 28′ 6″ N, 11° 22′ 39,7″ O    |                                                    |
| weitere Bilder | Kreuzstein bei Peuerling                          | Malteserkreuz, links und rechts des Kreuzstammes ist ein Pflugsech. siehe auch: Sühnekreuze.de                                                                                | Sandstein | 141:90:25                     | Replikat von 1975, als Baudenkmal (D-5-74-120-23) gestrichen. | -               | Engelthal / Peuerling                  | 49° 28′ 8,1″ N, 11° 22′ 27,8″ O  |                                                    |
| weitere Bilder | Steinkreuz in der Regensburger Straße             | Steinkreuz mit breitem Längsbalken und ungleichmäßigen, verstümmelten Armen. siehe auch: Sühnekreuze.de                                                                       | Sandstein | 106:91:40                     | spätmittelalterlich                                           | D-5-74-123-38   | Feucht / -                             | 49° 22′ 18″ N, 11° 13′ 0,7″ O    |                                                    |
| weitere Bilder | Steinkreuz am Lechle                              | Steinkreuz, urtümlich wirkend, auf der Rückseite ist ein tiefes Kreuz eingegraben. siehe auch: Sühnekreuze.de                                                                 | Sandstein | 112:93:30                     | spätmittelalterlich                                           | D-5-74-123-39   | Feucht / -                             | 49° 22′ 23,6″ N, 11° 12′ 59,2″ O |                                                    |
| weitere Bilder | Metzgerla                                         | Steinkreuz, Metzgerla, am Übergang des Kopf- in den Querbalken ist ein eingerahmtes Feld. siehe auch: Sühnekreuze.de                                                          | Sandstein | 120:80:30                     | bez. 1672                                                     | D-5-74-123-49   | Feucht / Weiherhaus                    | 49° 22′ 43,4″ N, 11° 16′ 58,4″ O |                                                    |
| weitere Bilder | Försterkreuz                                      | Steinkreuz, Försterkreuz, ein Arm abgeschlagen. siehe auch: Sühnekreuze.de | Sandstein | 115:55:30                     | um 1510                                                       | -               | Feuchter Forst / -                     | 49° 23′ 17,2″ N, 11° 13′ 47,4″ O |                                                    |
| weitere Bilder | Steinkreuz am Kirchbühl                           | Steinkreuz, Verwittertet und eingesunken. siehe auch: Sühnekreuze.de | Sandstein | 80:66:25                      | ?                                                             | -               | Feuchter Forst / -                     | 49° 21′ 49,6″ N, 11° 13′ 36,2″ O |                                                    |
| weitere Bilder | Hautastein                                        | Steinkreuz, auf der Vorderseite sind Reste von Schriftzeichen zu erkennen. siehe auch: Sühnekreuze.de                                                                         | Sandstein | 100:82:30                     | 1598                                                          | -               | Fischbach (gemeindefreies Gebiet) / -  | 49° 25′ 19,4″ N, 11° 14′ 1,5″ O  |                                                    |
| weitere Bilder | Steinkreuz an der B4                              | Steinkreuz, mit Armstützen, leicht verwittert, linker Arm abgerundet. siehe auch: Sühnekreuze.de                                                                              | Sandstein | 140:120:36                    | 16. Jahrhundert                                               | D-5-64-000-2242 | Forsthof (gemeindefreies Gebiet)       | 49° 25′ 14,1″ N, 11° 9′ 37,4″ O  |                                                    |
| weitere Bilder | Steinkreuz bei Enzendorf                          | Steinkreuz. siehe auch: Sühnekreuze.de | Kalkstein | 76:70:20                      | wohl nachmittelalterlich                                      | D-5-74-129-13   | Hartenstein / Enzendorf                | 49° 34′ 58,1″ N, 11° 28′ 0,3″ O  |                                                    |
| weitere Bilder | Steinkreuz in Hartenstein                         | Steinkreuz verstümmelt und als solches kaum noch zu erkennen. siehe auch: Sühnekreuze.de                                                                                      | Kalkstein | 46:62:26                      | 17. Jahrhundert                                               | -               | Hartenstein / -                        | 49° 35′ 44,3″ N, 11° 31′ 18″ O   | Als Baudenkmal (D-5-74-459-1) gestrichen.          |
| weitere Bilder | Steinkreuz in Ziegelhütte                         | Steinkreuz, verwittert. siehe auch: Sühnekreuze.de | Sandstein | 100:80:30                     | vermutlich 16. Jahrhundert                                    | D-5-74-138-201  | Lauf a.d. Pegnitz / Ziegelhütte        | 49° 32′ 38,4″ N, 11° 16′ 19,5″ O |                                                    |
| weitere Bilder | Steinkreuz in Lauf                                | Steinkreuz, Kopf- und Armenden stark gerundet. siehe auch: Sühnekreuze.de | Sandstein | 152:82:24-30                  | 16./17. Jahrhundert                                           | D-5-74-138-173  | Lauf / -                               | 49° 30′ 45,2″ N, 11° 16′ 13,6″ O |                                                    |
| weitere Bilder | Steinkreuz bei Heuchling                          | Steinkreuz mit beiderseitiger reliefartiger Darstellung des Gekreuzigten (stark verwittert). siehe auch: Sühnekreuze.de                                                       | Sandstein | 200:100:40                    | 1831                                                          | D-5-74-138-393  | Lauf a.d. Pegnitz / Heuchling          | 49° 30′ 57,9″ N, 11° 18′ 48,5″ O |                                                    |
| weitere Bilder | Steinkreuz am Höllweiher (1)                      | Steinkreuz, linker Arm abgeschlagen, Loch im Querbalken. | Sandstein | 75:62:30                      | wohl 16. Jahrhundert                                          | -               | Lauf a.d. Pegnitz / Simonshofen        | 49° 33′ 14,6″ N, 11° 15′ 52,9″ O |                                                    |
| weitere Bilder | Steinkreuz am Höllweiher (2)                      | Steinkreuz, rechter Arm verkürzt, eingesunken. | Sandstein | 62:67:35                      | wohl 16. Jahrhundert                                          | -               | Lauf a.d. Pegnitz / Simonshofen        | 49° 33′ 14,6″ N, 11° 15′ 52,9″ O |                                                    |
| weitere Bilder | Steinkreuz in Oberhaidelbach                      | Steinkreuz auf Sockel in rudimentären Zustand. siehe auch: Sühnekreuze.de | Sandstein | 90:60:25                      | spätmittelalterlich                                           | D-5-74-139-34   | Leinburg / Oberhaidelbach              | 49° 27′ 2,4″ N, 11° 20′ 39,2″ O  |                                                    |
| weitere Bilder | Steinkreuz bei Hormersdorf                        | Steinkreuz, an der Schauseite im Kopf eine flache vertiefte ovale Fläche mit Inschrift. siehe auch: Sühnekreuze.de                                                            | Kalkstein | 114:77:28                     | 1924                                                          | -               | Schnaittach / Hormersdorf              | 49° 36′ 57,8″ N, 11° 24′ 22,4″ O |                                                    |
| weitere Bilder | Steinkreuz bei der Autobahnraststätte Feucht West | Steinkreuz in griechischer Form, wuchtig wirkend mit vielen Einritzungen. siehe auch: Sühnekreuze.de                                                                          | Sandstein | 80:100:35                     | ?                                                             | -               | Schwarzenbruck / -                     | 49° 21′ 18,9″ N, 11° 12′ 8,2″ O  | Ursprünglicher Standort war bei Nerreth.           |
| weitere Bilder | Steinkreuz an der B8 (1)                          | Steinkreuz mit großen Armstützen, macht sehr wuchtigen Eindruck. siehe auch: Sühnekreuze.de                                                                                   | Sandstein | 138:92:28                     | 1821                                                          | D-5-74-157-41   | Schwarzenbruck / Pfeifferhütte         | 49° 20′ 47″ N, 11° 16′ 13,7″ O   |                                                    |
| weitere Bilder | Steinkreuz an der B8 (2)                          | Steinkreuz, auf dem rückseitigen Kopfbalken eingerillt. siehe auch: Sühnekreuze.de                                                                                            | Sandstein | 124:112:27                    | ?                                                             | D-5-74-157-41   | Schwarzenbruck / Pfeifferhütte         | 49° 20′ 46,8″ N, 11° 16′ 14″ O   |                                                    |
| weitere Bilder | Steinkreuz in Velden                              | Steinkreuz in griechischer Form mit Wetzrillen. siehe auch: Sühnekreuze.de | Sandstein | 120:120:30                    | wohl 16. Jahrhundert                                          | D-5-74-160-25   | Velden / -                             | 49° 36′ 44,7″ N, 11° 30′ 32,3″ O |                                                    |
| weitere Bilder | Steinkreuz bei Röthenbach                         | Steinkreuz, im Kreuzungsfeld Reste einer Einzeichnung. siehe auch: Sühnekreuze.de                                                                                             | Sandstein | 110:90:30                     | um 1500                                                       | -               | Winkelhaid (gemeindefreies Gebiet) / - | 49° 24′ 4,9″ N, 11° 19′ 25,6″ O  |                                                    |
| weitere Bilder | Zimmermannskreuz                                  | Steinkreuz, wuchtig. Zimmermannskreuz, Kroatenkreuz oder Pandurenkreuz genannt. siehe auch: Sühnekreuze.de                                                                    | Sandstein | 130:140:35                    | ausgehende 15. Jahrhundert                                    | -               | Winkelhaid (gemeindefreies Gebiet)/ -  | 49° 24′ 22,4″ N, 11° 16′ 53″ O   |                                                    |

## Abgängige Steinkreuze
Diese Steinkreuze sind in der Literatur erwähnt aber bisher abgängig oder nicht mehr auffindbar.
- Steinkreuz bei Altdorf, Ortsteil Röthenbach. Südlich im Wald gelegen. Ursprünglich war es als Baudenkmal D-5-74-112-145 ausgewiesen.
- Steinkreuz bei Burgthann. Am "Alten Sportplatz" gelegen. Ursprünglich war es als Baudenkmal D-5-74-117-9 ausgewiesen. (49° 21′ 6,62″ N, 11° 18′ 47,45″ O)[1]
- Steinkreuz bei Siegersdorf (Schnaittach). Südlich von Siegersdorf gelegen.
- Zwei Steinkreuze in Pfeifferhütte (Schwarzenbruck). Wahrscheinlich beim Sandabbau entfernt worden. Ursprünglich war es als Baudenkmal D-5-74-157-42 ausgewiesen.
- Steinkreuz bei Vorra. An der Verbindungsstraße zwischen Vorra und Hirschbach gelegen.
- Zwei Steinkreuze bei Simonshofen (Lauf a.d. Pegnitz). Am Bachweiher gelegen.
- Steinkreuz Feucht Gauchsmühle. (49° 23′ 14,32″ N, 11° 14′ 57,77″ O)[2]